# 미쓰도요

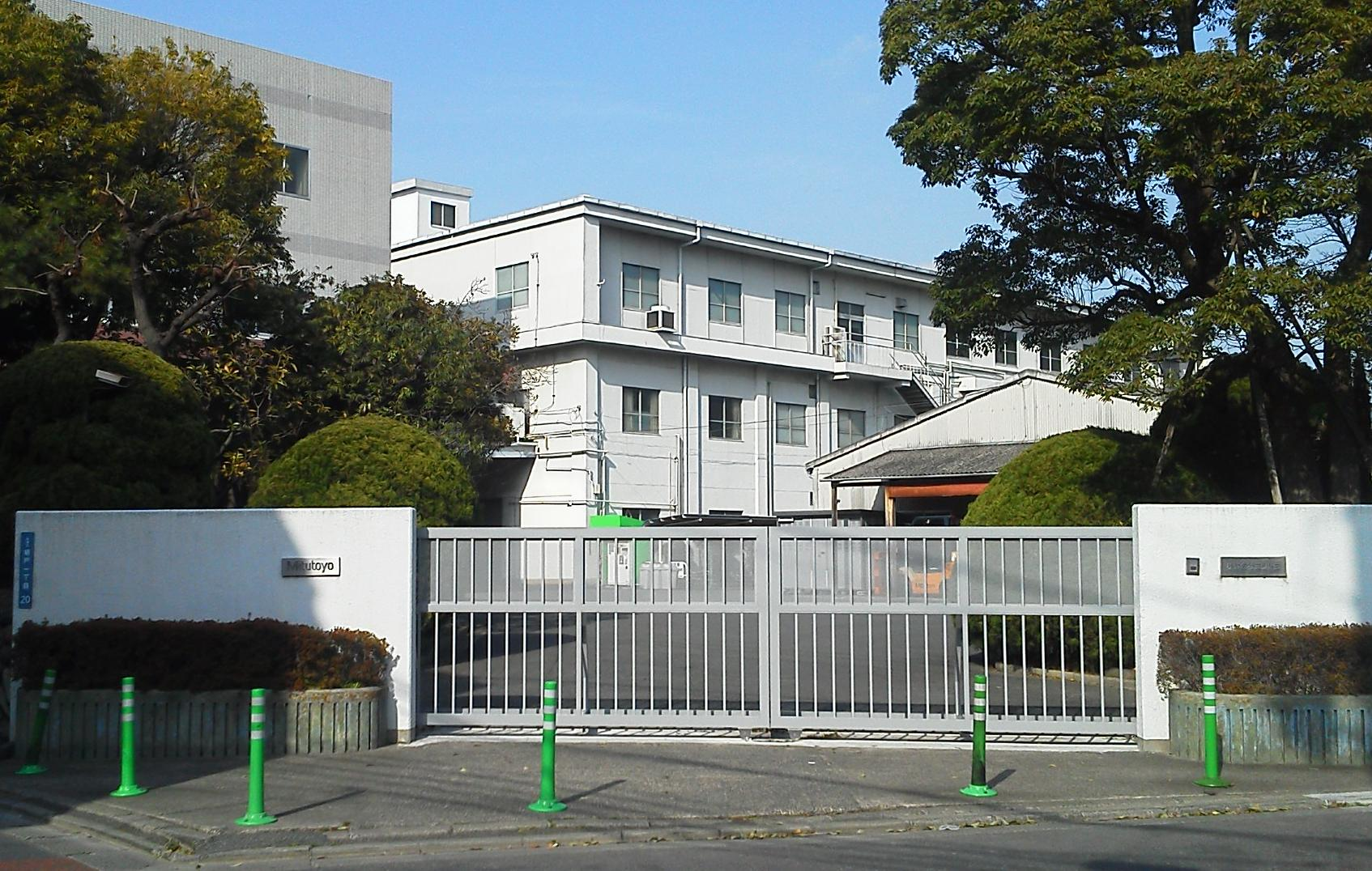
본사 모습

주식회사미쓰도요(株式会社ミツトヨ, Mitutoyo)는 일본의 정밀측정기기 제작 회사로, 길이, 검사용 측정기 제조 종합 메이커이다. 미쓰(三)는 지혜, 자비, 용기를 의미, Toyo(豊)는 풍요로운 상태를 나타낸다. 1934년 10월 22일에 창업자 누마타 에한이 도쿄에 무사시닛타에 연구소를 개설한 것이 시초였다.